# Nightmare (banda)
Nightmare (em japonês: ナイトメア; romaniz.: Naitomea) é uma banda japonesa de rock do movimento visual kei, formada em 2000 em Sendai, Tōhoku. Sua formação conta com Sakito, Hitsugi, Yomi, Ni~ya e Ruka. Eles obtiveram sucesso em sua carreira com a inclusão de suas canções "The World" e "Alumina" no anime Death Note e são considerados um grande ato na cena visual kei.

## Carreira

Logotipo da banda

A banda iniciou sua história em 2000 pelos integrantes Sakito e Hitsugi enquanto cursavam o colegial. Após um tempo Yomi (atual vocalista) foi convidado por Sakito para participar como vocal e sucessivamente seus amigos de escola Ni~ya (baixista) e Zannin (primeiro baterista da banda) também ingressaram para a banda. Logo depois que a banda começou a ser conhecida em casas de shows. Zannin deixou a banda por razões desconhecidas e logo depois Ruka vira o baterista temporário, até que eles achem um outro. Mas depois, Ruka virou o baterista permamente da banda. A banda tem fortes influências de bandas como Luna Sea e X Japan. The World e Alumina são alguns dos sucessos que tocaram respectivamente no tema de abertura e encerramento do anime Death Note.
Em 3 de abril de 2016 a banda anunciou um hiato devido aos problemas vocais de Yomi. Eles voltaram em 2020.
Em comemoração aos 25 anos de carreira, Nightmare anunciou uma turnê europeia para 2025 passando por nove cidades em sete países.

## Legado
Em uma pesquisa conduzida pelo website Barks, perguntando a 100 bandas visual kei qual grupo mais os inspirou, Nightmare ficou em 13° lugar. O website Real Sound citou The Gazette e Nightmare como "a gigante dupla da terceira geração do visual kei".

## Membros
- Yomi –vocal
- Sakito (咲人) – guitarra
- Hitsugi (柩) – guitarra
- Ni~ya – baixo
- Ruka – bateria

Ex membros
- Zannin – bateria

## Discografia
Álbuns de estúdio
- Ultimate Circus (2003)
- Livid (2004)
- Anima (2005)
- the WORLD Ruler (2007)
- Killer Show (2008)
- Majestical Parade (2009)
- Nightmare (2011)
- Scums (2013)
- To Be or Not to Be (2014)
- Carpe Diem (2015)
- Nox:Lux (16 de março de 2022)

Ao vivo
- Kyokuto Symphony ~The Five Stars Night~ @Budokan (2008)
- Gianizm Tenma Fukumetsu (2010)
- Nightmarish reality TOUR FINAL @BUDOKAN (2012)

Compilaçõe
- Nightmare 2003-2005 Single Collection (2008)
- Best Tracks 2000-2005 [clowns] (2015)
- Best Tracks 2006-2010 [vapor] (2016)
- Best Tracks 2011-2015 [beast] (2016)

Singles
- Hankouki 犯行期 21 de setembro de 2001
  1. Jishou~Shounen Terrorist~ 自傷（少年テロリスト）
  2. Wasurenagusa~K no Souretsu~ 「勿忘草」～Kの葬列～
  3. Hoshi no Negai O... 星に願いを・・・
- Gaia~Zenith Side~ 5 de junho de 2002
  1. Fly me to the Zenith
  2. M~aria
  3. Gianism Tsu~shougai mina koroshi~ ジャイアニズム痛～生涯皆殺し～ Music video
- Gaia~Nadir Side~ 21 de agosto de 2002
  1. Nadirecar　
  2. Shunkashuuto 春夏秋冬
  3. Jishou~Shounen Terrorist~ 自傷（少年テロリスト） Music video
- Jiyuu Honpo Tenshin Ranman [1st Press] (自由奔放天真爛漫) 21 de fevereiro de 2002
  1. Backstreet Children バックストリートチルドレン
  2. Esorakoto 絵空事
  3. Gianism Tsu~Shougai Mina Kotoshi~ ジャイアニズム痛～生涯皆殺し～
- Jiyuu Honpo Tenshin Ranman [2nd Press] (自由奔放天真爛漫) 21 de fevereiro de 2002
  1. Backstreet Children バックストリートチルドレン
  2. Esorakoto 絵空事
  3. Gianism Tsu~Shougai Mina Kotoshi~ ジャイアニズム痛～生涯皆殺し～
  4. Tsubasa o Kudasai 翼をください・・・
- Crash!? Nightmare Channel クラッシュ！？ナイトメアチャンネル 31 de outubro de 2002
  1. Crash!? Nightmare Channel クラッシュ！？ナイトメアチャンネル
  2. Crash!? Nightmare Channel (karaoke) クラッシュ！？ナイトメアチャンネル（カラオケ）
- Outlaw アウトロー 21 de novembro de 2002
  1. dogma
  2. Buildings. Roman ビルドゥングス・ロマン
  3. Gianism San ジャイアニズム惨
  4. Saiyuki 最遊期
  5. Shinjitsu no Hana 真実の花
  6. Star[K]night
- -Believe- 21 de agosto de 2003
  1. -Believe-
  2. 13th
  3. muzzle.muzzle.muzzle
- 茜／ＨＡＴＥ／Ｏｖｅｒ 21 de novembro de 2003
  1. Akane 茜
  2. HATE
  3. Over
- Varuna 21 de abril de 2004
  1. Varuna
  2. to for
  3. Flora
  4. See breezy Varuna (A-Type)
  5. Space Walking Varuna (B-Type)
- Tokyo Shounen 東京傷年 22 de julho de 2004
  1. Tokyo Shounen 東京傷年
  2. Gianism Go ジャイアニズム誤
  3. Traumerei トロイメライ
- Shian シアン 22 de outubro de 2004
  1. Shian シアン
  2. Tsuki no Hikari, Utsutsu no Yume 月の光、うつつの夢
  3. Shian (Karaoke) シアン（カラオケ）
  4. Tsuki no Hikari, Utsutsu no Yume（カラオケ）月の光、うつつの夢（カラオケ）
- Jibun no Hana 時分ノ花 1 de abril de 2005
  1. Jibun no Hana 時分ノ花
  2. Dasei Boogie 惰性ブギー
- Яaven Loud Speeeaker 10 de agosto de 2005
  1. Яaven Loud Speeeaker
  2. Nazuki ナヅキ
  3. Яaven Loud Speeeaker (karaoke)（カラオケ）
  4. Nazuki (karaoke) ナヅキ（カラオケ）
- livEVIL リヴィーヴル 7 de dezembro de 2005
  1. livEVIL
  2. Mary メアリー
  3. livEVIL (Karaoke) livEVIL（カラオケ）
  4. Mary (Karaoke) メアリー（カラオケ）
- the WORLD/Alumina the WORLD/アルミナ 18 de outubro de 2006
  1. the WORLD
  2. Alumina アルミナ
- Raison d'Etre レゾンデートル 6 de junho de 2007
  1. Raison d'Etre レゾンデートル
  2. jojouteki ni sugita jikan to fukakutei na mirai e no REQUIEM 叙情的に過ぎた時間と不確定な未来へのレクイエム
  3. Criminal Baby
- Konoha このは 3 de outubro de 2007
  1. このは
  2. cloudy dayz
- DIRTY 7 de novembro de 2007
  1. DIRTY
  2. Mobius no Yuutsu
- LOST IN BLUE 17 de setembro de 2008
  1. Lost in Blue
  2. 邂逅カタルシス (Kaikou Catharsis)
- NAKED LOVE 3 de dezembro de 2008
  1. NAKED LOVE
  2. MAD BLACK MACHINE
- MELODY 29 de abril de 2009
  1. MELODY
- Rem 22 de setembro de 2009
  1. Rem
  2. Love Addict
- a:FANTASIA 23 de junho de 2010
  1. a:fantasia
  2. Romeo
  3. Rover
- VERMILION.
  1. VERMILION.
  2. ByeBye
  3. trauma